# Ten Oosten van Middernacht
Ten Oosten van Middernacht is een fantasyboek van de Britse schrijfster Tanith Lee.
Ten Oosten van Middernacht werd in 1981 in het Nederlands vertaald door uitgeverij Gradivus SF. In 1994 werd het verhaal opnieuw uitgebracht door uitgeverij Piramide onder de naam Dekteons Vlucht.

## Verhaal
De slaaf Dekteon is weggelopen van zijn meester Lord Fren van Aan-het-Meer. Hij wordt opgepikt door een man, die hem naar diens meester Zaister brengt. Zaister vraagt Dekteon om zijn nachtwaker te worden en hem te beschermen tegen de zwartharige Dochters der Nacht, het maanvolk. Zaister is een tovenaar, die getrouwd is met Izvire, de Dochter der Nacht, de Meester der Stad, de Maan. De vrouwkoning neemt elke vijf jaar een nieuwe echtgenoot, waarbij de vroegere echtgenoot ter dood wordt gebracht. Zaister kon dankzij zijn toverkunsten vluchten, maar nu het einde van de vijfjarige periode nadert, dringen de Dochters der Nacht steeds verder door in deze wereld. Met een al tijden geleden opgezet plan is Zaister van plan Dekteon voor hem te laten sterven.